# Guilherme Budé
Guilherme Budé (Guillaume Budé, Guilherme Budeus, Guilherme Budeu, Guilielmus Budæus, Guilielmus Budaeus), foi um estudioso e humanista francês. Ele esteve envolvido na fundação do Collegium Trilingue, que mais tarde se tornou o Collège de France.
Budé também foi o primeiro guardião da biblioteca real do Palácio de Fontainebleau, que mais tarde foi transferida para Paris, onde se tornou a Bibliothèque nationale de France. Foi embaixador em Roma e ocupou vários cargos administrativos judiciais e civis importantes.

## Trabalhos

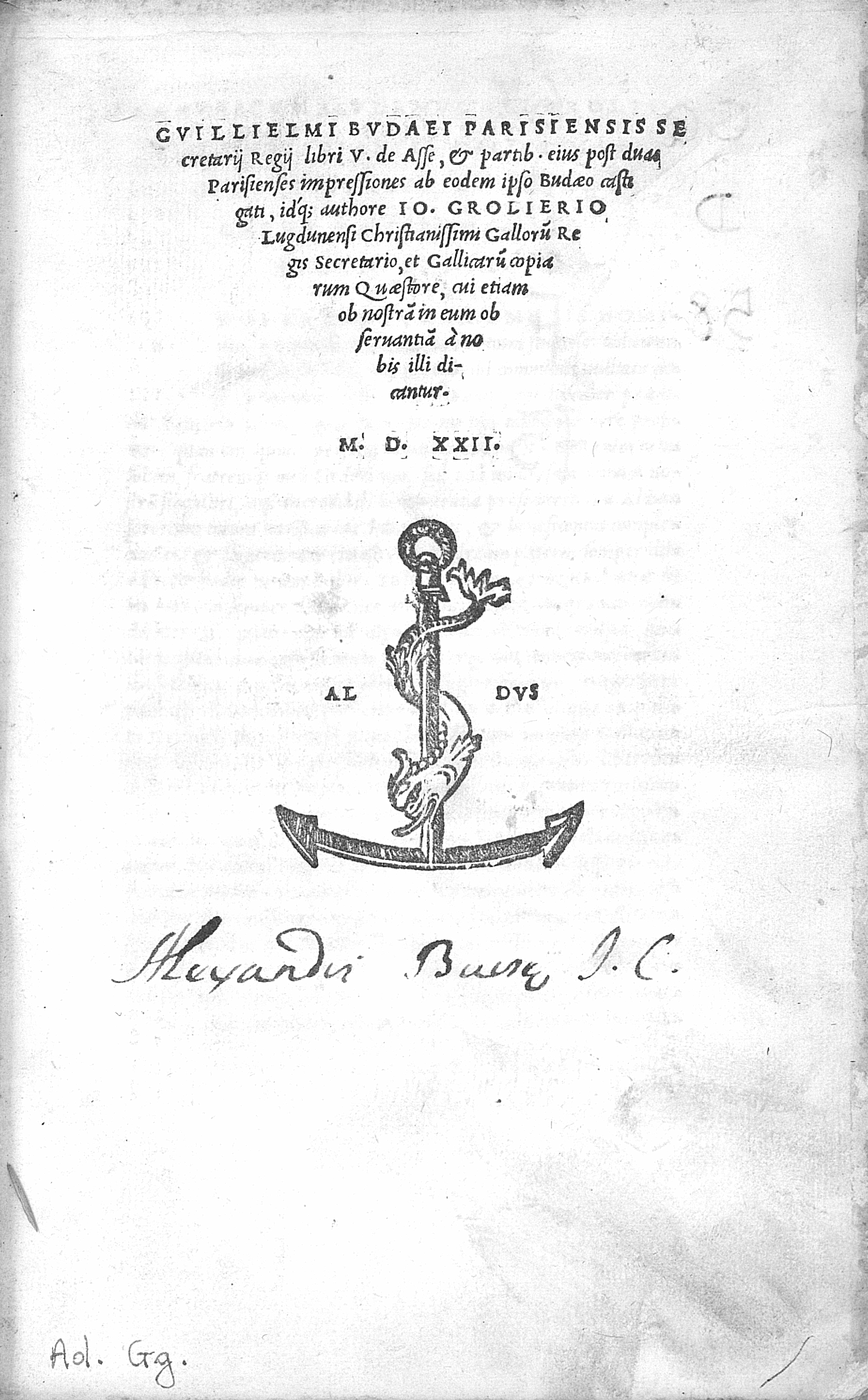
Libri V de Asse et partibus ejus, 1522

- Traduções de Plutarco, de 1502 a 1505
- Annotationes in XXIV libros Pandectarum, Paris, 1508
  - Annotationes in quattuor et viginti pendectarum libros. Paris, Josse Bade, 1532
  - Annotationes in XXIV Pandectarum libros (em latim). Lyon: Sébastien Gryphius. 1541
  - Annotationes in XXIV Pandectarum libros (em latim). Lyon: Sébastien Gryphius. 1546
- De contemptu rerum fortuitarum libri tres, Paris, 1520
- Epistolae, in 8vo, 1520
- Libri V de Asse et partibus ejus (em latim). Venice: Aldo Manuzio, eredi & Andrea Torresano. 1522
- Summaire ou Epitome du livre de Asse, Paris, 1522
- De studio litterarum recte et commode instituendo, Paris, 1527
- Commentarii linguae graecae, Paris, 1529
  - Commentarii Linguae Græcae, Gulielmo Budaeo, consiliario Regio, supplicumque libellorum in Regia magistro, auctore. Ab eodem accuratè recogniti, atque amplius tertia parte aucti. Ex officina Roberti Stephani typographi Regii, Parisiis, 1548
- De philologia, Paris, 1530
- Libellorumque magistri in praetorio, altera aeditio annotationum in pandectas, Paris, Josse Bade, 1532
- De Studio Literarum Recte Et Commode Instituendo. Item Eiusdem G. Budaei De Philologia Lib. II. Basileae, apud Ioan. Walderum, martio 1533
- De transitu Hellenismi ad Christianismum libri tres, Paris, Robert Estienne, 1534
- De l'institution du prince, in-folio, 1547
- Opera omnia, 4 vol. in-folio, Basel, 1557